# Ritratto (fotografia)

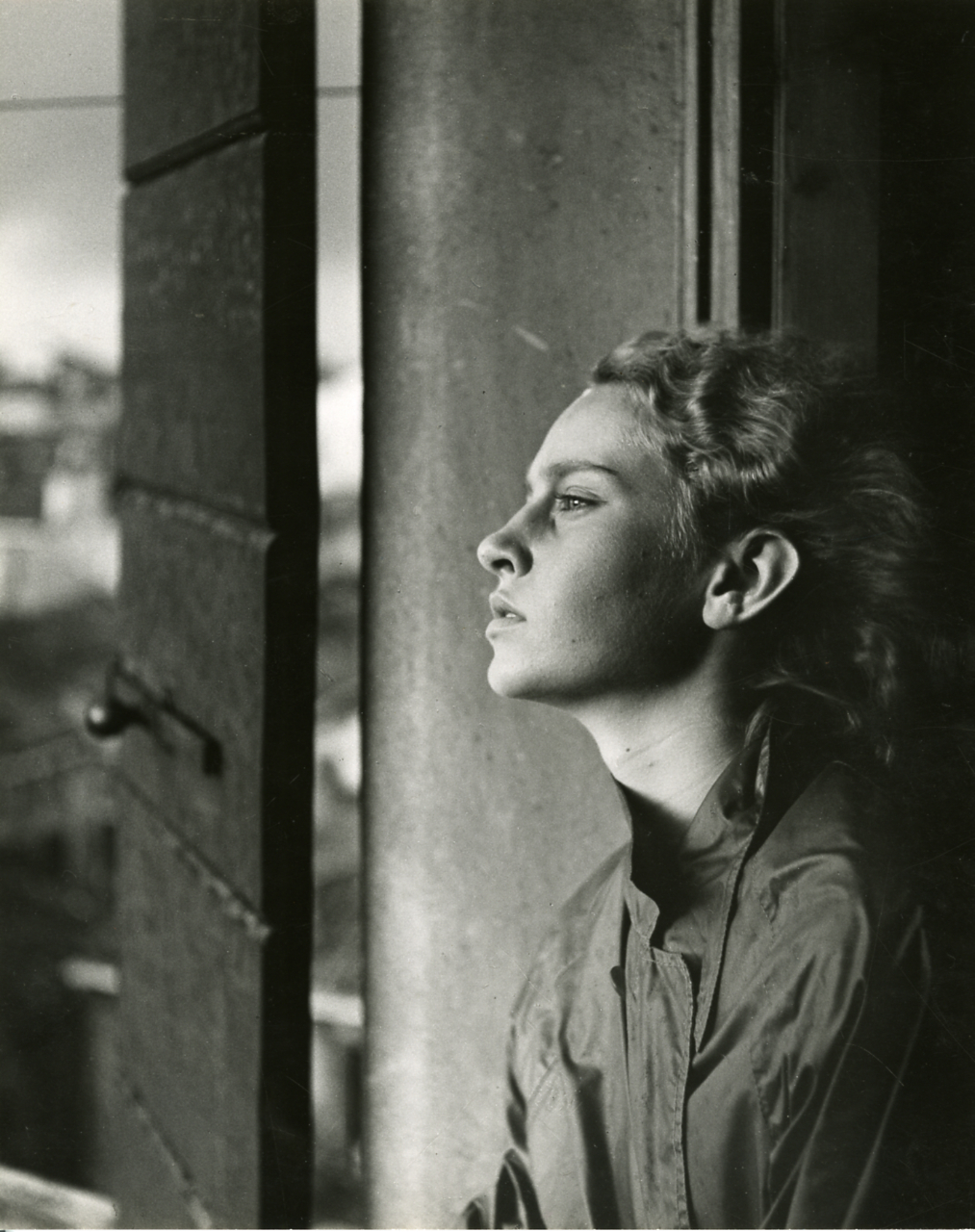
Ritratto fotografico in bianco e nero, Paolo Monti, 1955.

Il ritratto fotografico è un genere dove si incontrano una serie di iniziative artistiche che ruotano intorno all'idea di mostrare le qualità fisiche e morali delle persone che compaiono nelle fotografie.
La sua pratica si trova già agli inizi della fotografia, che mette in evidenza il lavoro svolto dai fotografi di viaggio, dei fotografi commerciali degli studi parigini, le prime foto ritratto psicologico presentate dalla fotografia accademica, così come il lavoro documentario di David Octavius Hill.
I rappresentanti principali del ritratto fotografico al suo inizio sono Nadar, Disdéri, Julia Margaret Cameron, Lewis Carroll, Gustave Le Gray, Étienne Carjat, Antoine Samuel Adam-Salomon, Pierre Petit e Lady Clementina Hawarden.
In seguito il genere si è evoluto in parallelo con l'evoluzione della storia della fotografia, che è il motivo per cui, insieme a fotografi che si dedicano esclusivamente a quello che abbiamo potuto capire come il ritratto fotografico più ortodosso, troviamo fotografi assegnati a movimenti specifici che si avvicinano al ritratto fotografico con l'uso di idee e tecniche specifiche di queste correnti.
Figure di interesse nel campo del ritratto fotografico sono, tra gli altri, Richard Avedon, Brassaï, Walker Evans, August Sander.

## La fotografia "newborn"
Nel campo della ritrattistica fotografica durante il XIX secolo e l'inizio del XX secolo si è sviluppato un sottogenere noto come fotografia post mortem, che mette in evidenza il lavoro del fotografo spagnolo Fernando Navarro Ruiz. Era frequente che il fotografo venisse chiamato per ritrarre neonati o bambini defunti, come ricordo da conservare.
Famosissimi sono gli scatti di Anna Geddes, fotografa australiana che negli anni Novanta si è fatta conoscere per le sue fotografie di neonati dalle tinte pastello e dalle ambientazioni naturalistiche e fiabesche.
La sessione fotografica del servizio newborn si svolge nel periodo che va dai 5 ai 15 giorni di vita del neonato perché in questo breve lasso di tempo il piccolo ha un sonno molto profondo ed è ancora flessibile. Tutto ciò permette al fotografo di posizionarlo in pose che altrimenti sarebbero impossibili da assumere.
Maestri indiscussi del panorama Newborn contemporaneo sono Kelly Brown, Ana Brandt, Paloma Schell e tante altre.

## Aspetti tecnici
Per ottenere delle fotografie ritrattistiche soddisfacenti occorre avere una conoscenza sull’apparecchio e sugli accessori per l’illuminazione, una sensibilità per le variazioni di luce, la capacità di valutare la giusta posizione del soggetto, ma soprattutto bisogna essere espansivi e socievoli: i buoni ritratti vanno creati. 
Si parte da un’idea che si vuole realizzare e si creano le condizioni affinché la si possa raggiungere: si cerca la luce migliore, si sceglie l’ambientazione, si posiziona il/la protagonista della foto in modo da valorizzare i suoi tratti e si interagisce con lui/lei con entusiasmo.
Quest’ultimo aspetto è fondamentale, la persona ritratta deve vivere un’esperienza positiva in modo che lo scatto non risenta di un possibile disagio vissuto in quel frangente di tempo.
Dunque durante il corso di una sessione, il fotografo guida il soggetto, stabilisce una relazione piacevole rassicurandolo ed esprimendo complimenti, in modo da suscitare espressioni naturali e le emozioni che vuole trasmettere attraverso le sue fotografie.
I teleobiettivi medi di lunghezza focale equivalente tra gli 70 e i 130 mm (per il formato standard 35mm) sono gli obiettivi più indicati per la fotografia ritrattistica.
Essi contribuiscono a distanziare il fotografo dal soggetto così che quest'ultimo possa sentirsi meno impacciato. Inoltre sono ideali nei ritratti spontanei in quanto la distanza potrebbe far dimenticare la presenza del fotografo al soggetto.
Dal punto di vista più tecnico la lunghezza focale più lunga appiattisce lievemente i tratti del viso della persona fotografata così da produrre un ritratto senza distorsioni.
Queste lunghezze focali insieme ad un’ampia apertura di diaframma permettono di poter mettere in risalto il soggetto su uno sfondo sfocato (effetto Bokeh) e di poter scattare anche in condizioni di scarsa luminosità senza dover alzare eccessivamente il valore ISO quando non si utilizza il flash.